# Islamitische Staat Afghanistan
De Islamitische Staat Afghanistan (Pasjtoe:  دافغانستان اسلامی دولت, Perzisch: دولت اسلامی افغانستان) ontstond na de val van het communistische regime in 1992, waarmee een einde kwam aan de Republiek Afghanistan. Aan het einde van de Afghaanse Burgeroorlog in 1996 namen de Taliban echter de macht over in Afghanistan en hernoemden zij het land tot het Islamitisch emiraat Afghanistan. Internationaal werd het Taliban-regime echter slechts door enkele landen erkend en in VN-verband bleef Afghanistan vertegenwoordigd door de Islamitische Staat Afghanistan. De Islamitische Staat behield ook de macht in het uiterste noordoosten van het land en streed met een legermacht onder de naam Noordelijke Alliantie tegen de Taliban. Na de aanslagen op 11 september 2001 viel een coalitie onder aanvoering van de Verenigde Staten Afghanistan binnen en werden de Taliban verdreven, zodat het gehele land weer onder het bestuur kwam te staan van de Islamitische Staat. In 2002 kwam er een overgangsregering en in 2004 werd het land hernoemd tot de Islamitische Republiek Afghanistan. In 2021 herwonnen de Taliban de macht over Afghanistan en riepen ze het nieuwe Islamitisch emiraat Afghanistan uit.

## Galerij

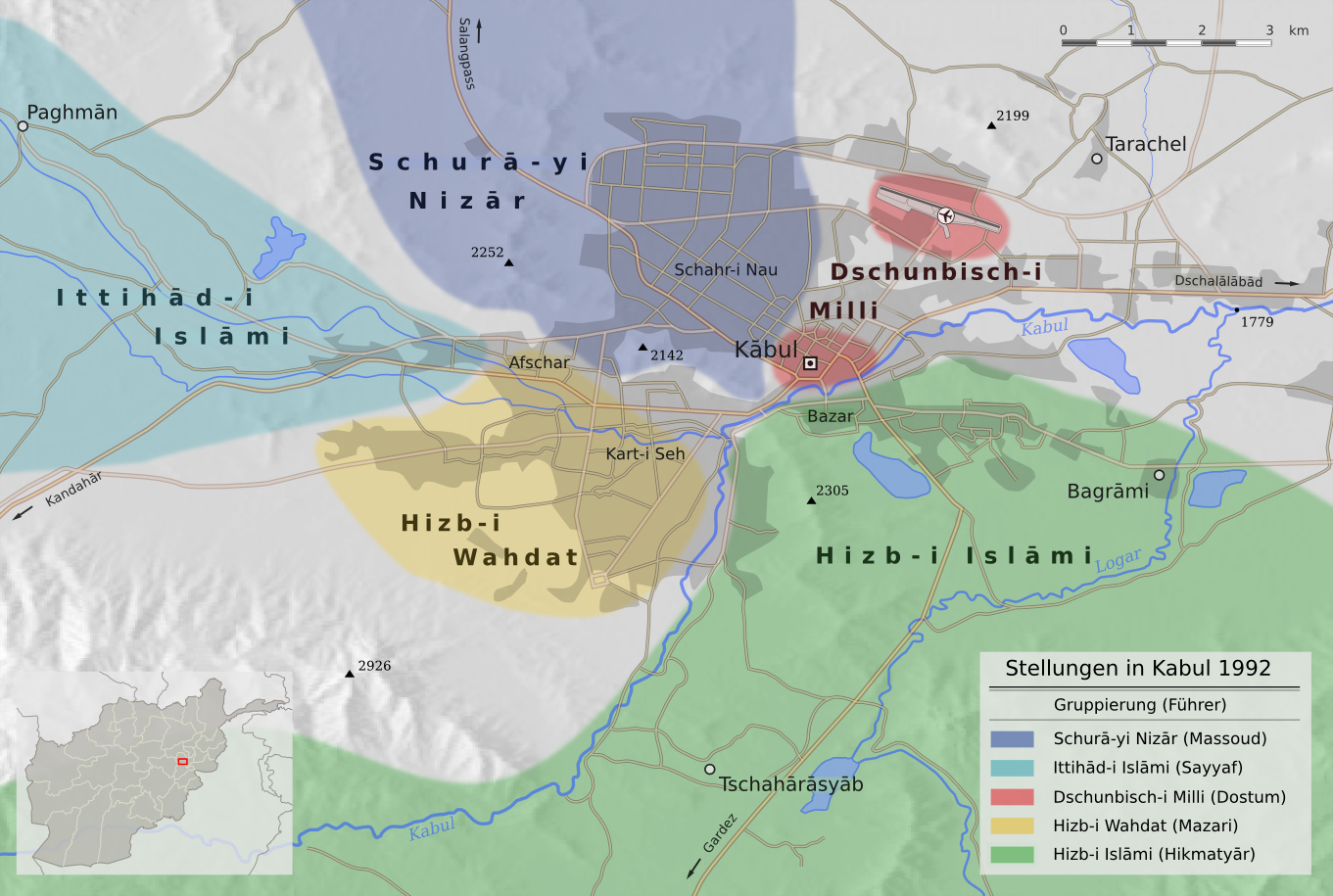
Rebellenfacties in Kabul (1992)
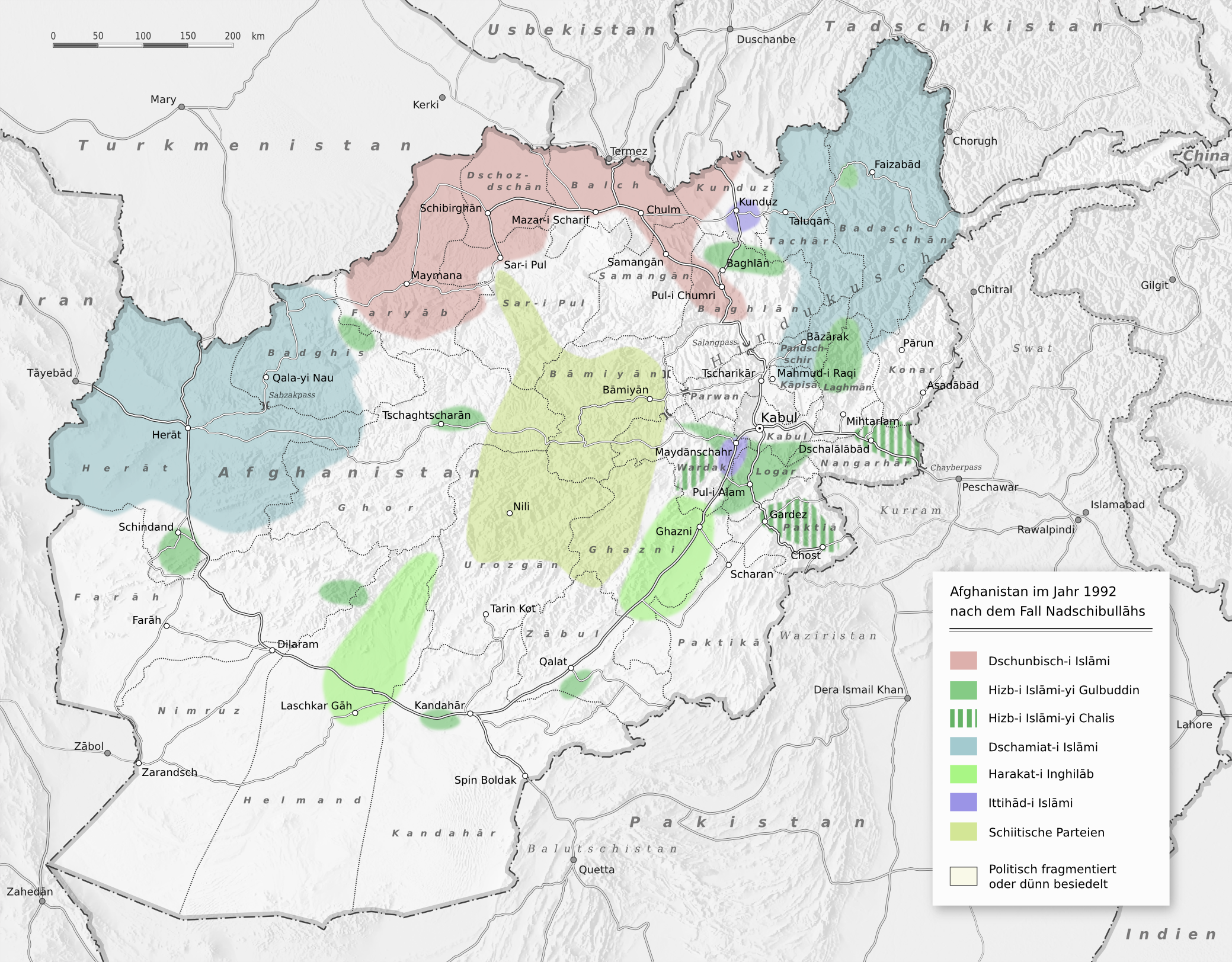
Facties na de val van Najibullah (1992)
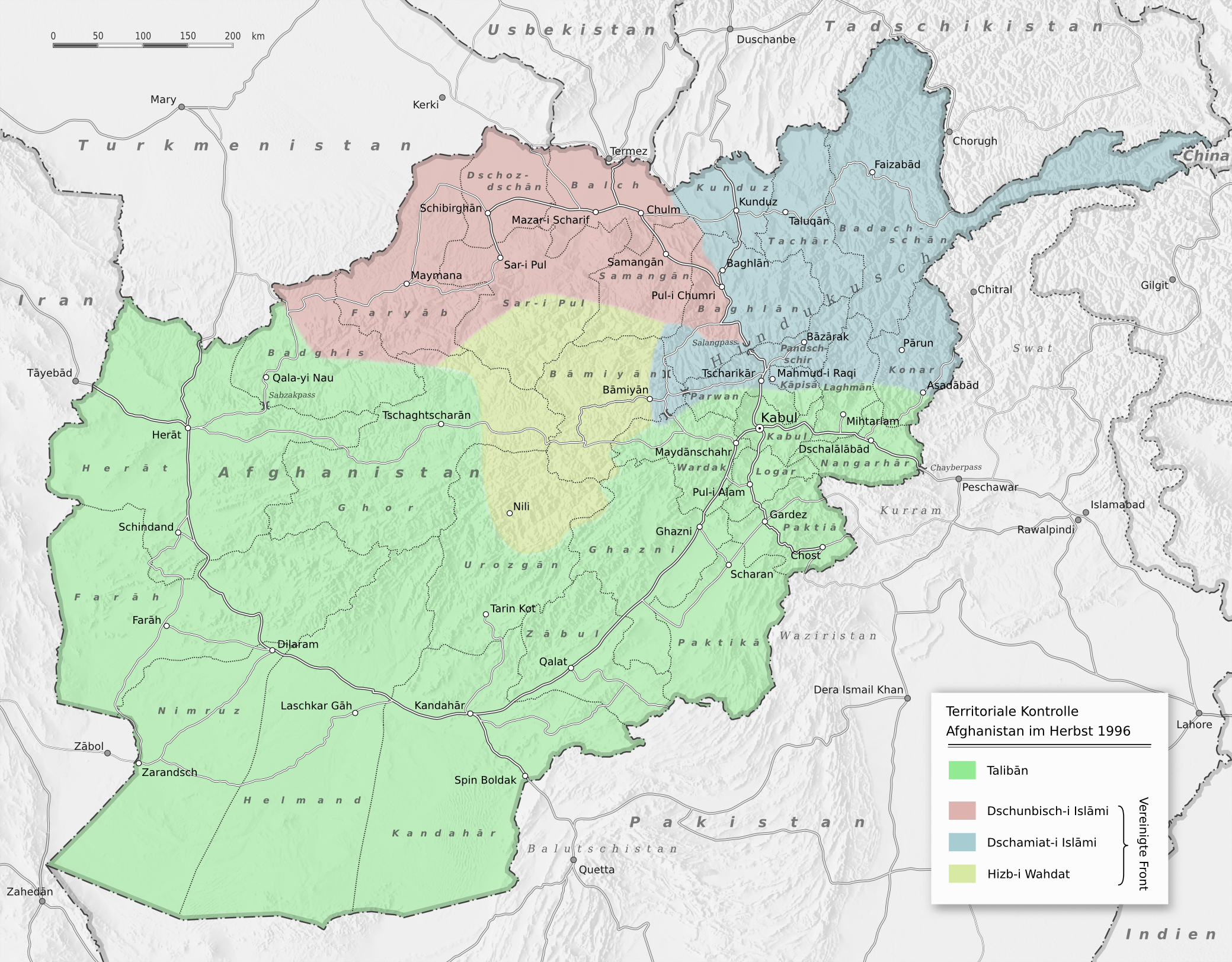
Facties nadat Taliban Kabul veroverden (1996)
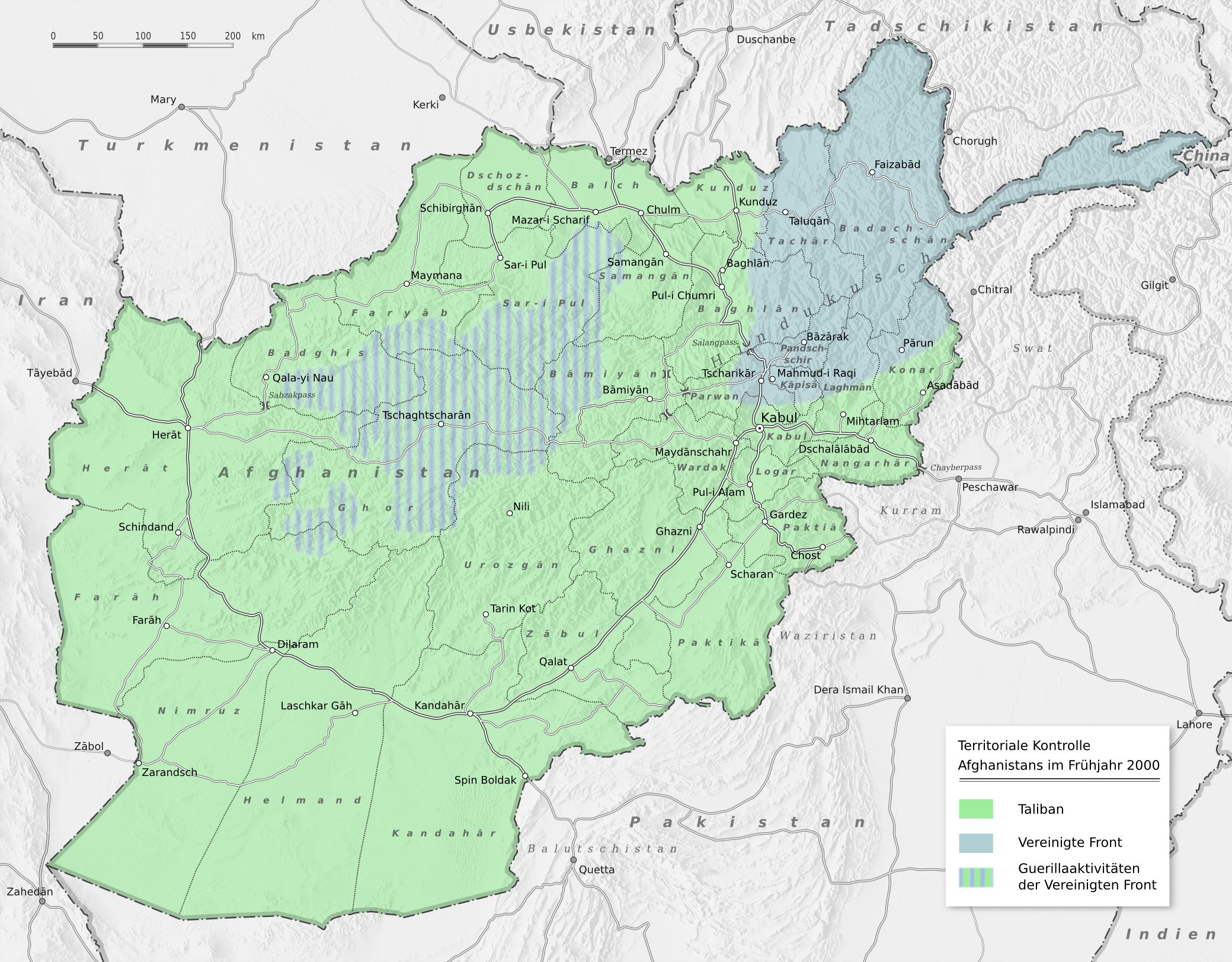
2000: Taliban versus Noordelijke Alliantie
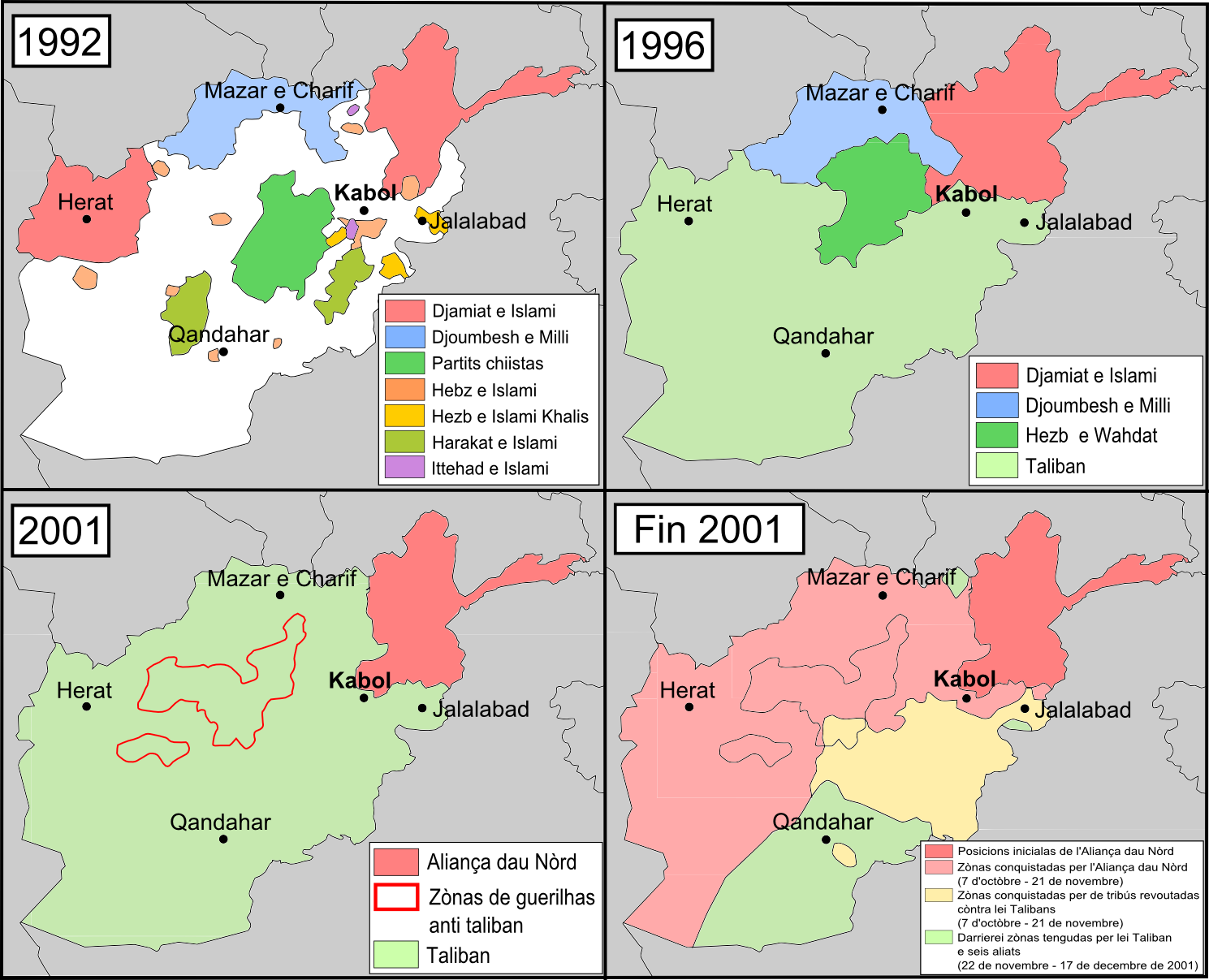
Voortgang van de oorlog (1992–2001)